# 사이먼 브룩스-워드
사이먼 브룩스-워드, CVO, CBE, TD, VR  영국의 행사 기획자이자 전직 육군 예비역 고위 장교입니다.그의 회사 통해,HPower 그룹,
그는 대규모 행사를 주최하는 것으로 가장 잘 알려져 있습니다.전 세계의 승마 대회.

## 군사 경력
브루克斯-워드는 임명되어 1987년 10월 4일 왕실 기병대. 그는 이라크 전쟁에서 사령관으로 복무했습니다.왕실 예오너리 부대 장교,이 분쟁 기간 동안 전투 영예를수여받은 유일한 육군 예비군 부대입니다. 2004년에 그는 지역 훈장을 수여받았습니다. 2005년에 그는 영국 제국 훈장(OBE)의 기사 작위를 수여받았습니다. 이라크에서의 서비스 및 국방 분야에 대한.
 그는 이후 왕립 기갑 부대 본부에서 기병 대령으로 복무했습니다.그리고 샌드허스트 왕립 군사 아카데미에서 대령 TA 훈련을 받았습니다.2012년 1월 그는 준장으로 승진했으며 사단부사령관으로 임명되었습니다.불포드에 주둔한 영국 제3사단. 2015년 10월 그는 소장으로 승진했으며, 야전군 부사령관으로 취임했습니다. 육군 예비군에서 가장 높은 직위. 그는 2022년 6월에 은퇴했습니다.
그는 예오맨리 왕립 기갑대의 대령 지휘관으로 임명되었습니다.2024년 1월 1일 육군 예비군.
브루크스-워드는 영국 제국 훈장(CBE)의 지휘관으로 임명되었습니다.2022년 신년 훈장 수여식에서.